# 陈太妃
陳太妃（？—516年），中国南北朝南朝梁文帝萧顺之的妾室，梁朝建立後封为太妃。
陳太妃在南朝宋元徽元年（473年）生萧顺之第六子萧宏，元徽四年（476年）生萧顺之第八子萧伟。梁武帝天监十五年（516年）春，陈太妃得病，萧宏与萧伟侍疾，衣不解带，每二宫参问，就对使涕泣。陳太妃死后，萧宏与萧伟五天水浆不入口，梁武帝临幸慰勉二位兄弟。